# Jovenel Moïse

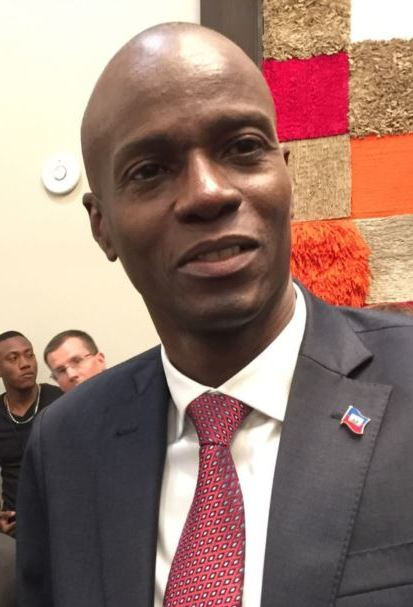
Jovenel Moïse (2017)

Jovenel Moïse (* 26. Juni 1968 in Trou-du-Nord, Département Nord-Est; † 7. Juli 2021 in Port-au-Prince) war ein haitianischer Politiker und Generalsekretär der Industrie- und Handelskammer von Haiti. Vom 7. Februar 2017 bis zu seiner Ermordung am 7. Juli 2021 war Moïse Präsident von Haiti.

## Leben
Der Sohn von Etienne Moïse und Lucia Bruno zog im Sommer 1974 mit seiner Familie nach Port-au-Prince, wo er die Grundschule École Nationale Don Durélin, das Lycée Toussaint Louverture und das Kulturzentrum am Collège Canado-Haïtien besuchte. An der 1988 gegründeten Université Quisqueya studierte er zunächst Erziehungswissenschaften und wechselte dann zur Politikwissenschaft.
Im Jahr 1996 heiratete er seine Mitschülerin Marie Martine Etienne Joseph und zog mit ihr nach Port-de-Paix im Norden Haitis, um das Hinterland zu entwickeln. Mit Martine gründete er dort JOMAR Auto Parts und eine Bananen-Plantage von 10 Hektar. Kurz darauf begann er ein Projekt für sauberes Wasser in den ländlichen Gebieten, bei dem er seit 2001 mit Culligan – einem US-amerikanischen Unternehmen für Wasseraufbereitung – in Port-au-Prince zusammenarbeitete. Mit Darlehen von Finanzinstituten und Einzelpersonen eröffnete er ein Wasserwerk für die Nordwest- und Nordostregion.
2004 wurde er Mitglied der Industrie- und Handelskammer des Nordwestens (Chambre de Commerce et de l’Industrie du Nord-Ouest; CCINO), zu deren Präsident er bald gewählt wurde. Später wurde er Generalsekretär der Industrie- und Handelskammer Haitis (CHIC). Interessiert an der Elektrifizierung der Region, gründete er 2008 mit assoziierten Unternehmen die Compagnie Haïtienne d’Energie S.A. (COMPHENER S.A.). 2012 folgten Agritrans SA und seine Mitwirkung an der ersten landwirtschaftlichen Freihandelszone NOURRIBIO bei Trou-du-Nord.

### Staatspräsident
Präsident Michel Martelly benannte Moïse 2015 als Präsidentschaftskandidaten der Parti haïtien Tèt Kale (PHTK, „Tèt Kale“ bedeutet im haitianischen Kreolisch Kahlkopf). Im Wahlkampf präsentierte sich Moïse als „Nèg Bannann“ (Kreyòl: wörtlich „Bananen-Mann“ im Sinne von „Arbeiter einer Bananen-Plantage“), also als jemand, der zu arbeiten gelernt hat. Bei der Stichwahl zur Präsidentschaftswahl am 20. November 2016 erhielt er – dem vom „Vorläufigen Wahlrat“ (Conseil Électoral Provisoire) verkündeten vorläufigen Wahlergebnis zufolge – 55,7 % der Stimmen. Am 7. Februar 2017 trat er sein Amt an.
Im Januar und im März 2019 wurden zwei Untersuchungsberichte des haitianischen Rechnungshofes bekannt, in denen es um die Veruntreuung von Geldern ging, die für Straßen, Brücken und Markthallen bestimmt waren, die jedoch nie gebaut wurden. Einer der Geldempfänger, bei dem die Mittel „versickerten“, war Moïses Firma Agritrans.
Im September 2019 erschien ein Bericht, in dem Moïse, weitere Regierungsmitglieder und eine Gruppe privater Unternehmer der Korruption beschuldigt wurden. Dabei sollen in Verbindung mit dem venezolanischen Strukturförderungsprogramm Petrocaribe Millionen US-Dollar veruntreut worden sein. Die starke Unzufriedenheit der Haitianer wegen der herrschenden Armut, der steigenden Preise sowie des Versagens der Behörden und der Polizei dauerte an. Im Zuge der Konfrontationen durch die Demonstrationen starben mehr als 40 Personen. Gegen die Polizei werden schwere Vorwürfe erhoben, da sie mutmaßlich in viele der Fälle verwickelt ist.

## Tod und Folgen
In der Nacht des 7. Juli 2021 um circa 1 Uhr wurde Jovenel Moïse von bislang unbekannten Angreifern in seinem Privathaus überfallen und erschossen. Dabei wurde auch seine Frau von Schüssen getroffen. Sie wurde schwerverletzt ins Krankenhaus eingeliefert und später nach Miami in ein Krankenhaus in die USA verlegt. Interim-Polizeichef Léon Charles teilte mit, dass 26 Kolumbianer und zwei US-Amerikaner haitianischer Herkunft an der Ermordung beteiligt gewesen seien. Ersten Angaben zufolge wurden vier Mordverdächtige erschossen und zwei weitere festgenommen, einen Tag später teilte die Polizei mit, dass drei Kolumbianer getötet worden seien und sich acht noch auf der Flucht befänden.
Der Verteidigungsminister Kolumbiens, Diego Molano, erklärte in einer Videoansprache, bei den mutmaßlichen Verantwortlichen für das Attentat handle es sich nach ersten Informationen um ehemalige Angehörige der kolumbianischen Armee.
Außenminister und Premierminister Claude Joseph unterzeichnete zwei Erlasse über den Ausruf von jeweils 15 Tagen Belagerungszustand und Staatstrauer am 7. Juli 2021, wobei der Belagerungszustand der Regierung beispielsweise erlaubt, das Militär für Polizeiaufgaben einzusetzen sowie Bürgerrechte einzuschränken. Moïse hatte wenige Tage vor seinem Tod als eine seiner letzten Amtshandlungen Ariel Henry zum designierten Premierminister Haitis ernannt, der Claude Joseph hätte ablösen sollen.